# Buchholz-Kleefeld
Buchholz-Kleefeld, Stadtbezirk Buchholz-Kleefeld - okręg administracyjny w Hanowerze, w Niemczech, w kraju związkowym Dolna Saksonia. Liczy 44 115 mieszkańców. W jego skład wchodzą trzy dzielnice (Stadtteil).